# Élisabeth Rappeneau
Élisabeth Rappeneau (1940. január – Párizs, 2020. január 2.) francia filmrendező, forgatókönyvíró. Testvére Jean-Paul Rappeneau (1932) filmrendező, forgatókönyvíró.

## Filmjei
Mozifilmek
- Vadember (Le sauvage) (1975, forgatókönyvíró)
- Csupa tűz, csupa láng (Tout feu tout flamme) (1982, forgatókönyvíró)
- Az iker (Le jumeau) (1984, forgatókönyvíró)
- Egy nő vagy kettő (Une femme ou deux) (1985, forgatókönyvíró)
- Fréquence meurtre (1988, forgatókönyvíró is)

Tv-filmek
- Aéroport: Issue de secours (1984, forgatókönyvíró)
- Mieux vaut courir (1989, forgatókönyvíró is)
- Turbulences (1992, forgatókönyvíró is)
- L’amour assassin (1993)
- Terrain glissant (1995, forgatókönyvíró)
- Iris titka (Le secret d'Iris) (1996)
- Notre homme (1996)
- La famille Sapajou (1997)
- L'amour dans le désordre (1997)
- Mostohatestvérek (Telle mère, telle fille) (1998)
- La famille Sapajou - le retour (1998)
- Sapajou contre Sapajou (1999)
- Chacun chez soi (2000)
- L’impasse du cachalot (2001)
- Un citronnier pour deux (2001)
- Les femmes ont toujours raison (2003)
- Changer tout (2003)
- L'insaisissable (2004)
- Egy asszony élete (Une vie) (2005)
- Ma meilleure amie (2005)
- A Tellier ház (La maison Tellier) (2008)
- Cet été-là (2009)
- Quand vient la peur... (2010)
- Paul et ses femmes (2010)
- Gérald K Gérald (2011)
- Feledni fáj (J’ai peur d’oublier) (2011)
- Je vous présente ma femme (2013)

Tv-sorozatok
- Julie Lescaut (1994–1995, négy epizód)
- Un homme en colère (2000, egy epizód)
- Les inséparables (2005–2006, három epizód)